# Euripus pfeifferae
Euripus pfeifferae är en fjärilsart som beskrevs av Felder 1860. Euripus pfeifferae ingår i släktet Euripus och familjen praktfjärilar. Inga underarter finns listade i Catalogue of Life.